# Pyrenopeziza sedi
Pyrenopeziza sedi är en svampart som tillhör divisionen sporsäcksvampar, och som först beskrevs av Rehm, och fick sitt nu gällande namn av John Axel Nannfeldt. Pyrenopeziza sedi ingår i släktet Pyrenopeziza, och familjen Dermateaceae. Arten är reproducerande i Sverige.